# Jaroslav Vágner
Jaroslav Vágner (* 19. prosince 1964) je bývalý slovenský fotbalista a fotbalový trenér.

## Fotbalová kariéra
V československé lize hrál za ZVL Považská Bystrica. Nastoupil ve 26 ligových utkáních a dal 2 góly.

## Ligová bilance
| Ročník                                      | Zápasy | Góly | Klub                  |
| ------------------------------------------- | ------ | ---- | --------------------- |
| 1. slovenská národní fotbalová liga 1984/85 | 6      | 0    | ZVL Považská Bystrica |
| 1. slovenská národní fotbalová liga 1985/86 | 1      | 0    | ZVL Považská Bystrica |
| 1. slovenská národní fotbalová liga 1987/88 | 21     | 1    | ZVL Považská Bystrica |
| 1. slovenská národní fotbalová liga 1988/89 | 25     | 0    | ZVL Považská Bystrica |
| 1. československá fotbalová liga 1989/90    | 26     | 2    | ZVL Považská Bystrica |
| CELKEM                                      | 26     | 2    |                       |

## Trenérská kariéra
Po skončení aktivní kariéry působil v FK Púchov jako trenér (2010/11) a asistent.